# Stélvio Cruz
Stélvio Rosa da Cruz (Luanda, 24 januari 1989), beter bekend als Stélvio Cruz, is een Angolees voetballer. Hij speelt als defensieve middenvelder.

## Clubcarrière

### Tienerjaren
Stélvio Cruz werd geboren in Luanda, maar verhuisde naar Portugal voor de handbalcarrière van zijn vader. Stélvio Cruz speelde in de jeugd bij SC Braga, hier maakte hij op 11 november 2007 ook zijn profdebuut, in de met 3-0 gewonnen match tegen Sporting CP, waarin hij als invaller 30 minuten speelde. Na twee jaar bij SC Braga, waarin hij 32 matchen speelde in alle competities, werd hij uitgeleend aan União de Leiria. Normaal gezien werd Stélvio Cruz voor een jaar uitgeleend aan de kersverse Portugese eersteklasser, maar zijn uitleenbeurt werd reeds in december 2009 stopgezet. Stélvio Cruz speelde maar drie wedstrijden voor Leiria: twee in de Primeira Liga en een in de Taça de Portugal.

### Angola
In januari 2010 werd hij meteen terug uitgeleend: Stélvio Cruz keerde terug naar Angola, waar hij voor CD Primeiro de Agosto ging spelen. Hoeveel wedstrijden hij voor deze club speelde is niet bekend. Op 1 december 2010 keerde hij terug naar Braga. Een maand later werd hij weer uitgeleend: zijn bestemming was opnieuw Angola, maar niet dezelfde club. Deze keer ging hij naar Recreativo Libolo. Hoeveel wedstrijden hij voor Libolo speelde is niet bekend. Stélvio Cruz speelde maar een half seizoen voor deze club: in de zomer van 2011 was zijn contract afgelopen. Na een half jaar zonder club gezeten te hebben ondertekende hij een contract bij CR Caála, een minder hoog aangeschreven club in Angola. Stélvio Cruz speelde een half seizoen voor Caála.

### Alki Larnaca
In januari 2013 ondertekende hij een contract bij Alki Larnaca, een Cypriotische middenmoter die op dat moment in financiële problemen zat. Op 6 mei 2014 ging de club definitief failliet. Hij speelde elf wedstrijden voor deze club.

### F91 Dudelange
Na zijn passage in Cyprus ging hij naar F91 Dudelange. Voor het eerst in zijn profcarrière bouwde de middenvelder wat stabiliteit in: na zes jaar waarin hij voor vijf clubs speelde, bleef hij nu zes jaar bij dezelfde club. Stélvio Cruz groeide bij Dudelange uit tot een echte clublegende: in die zes jaar speelde hij in alle competities 141 keer voor de club en maakte hij 19 goals. Vóór zijn passage bij Dudelange had hij nog geen enkele goal gescoord in het profvoetbal. Hij won negen trofeeën in zes jaar: vijfmaal Luxemburgs kampioen, driemaal Luxemburgs bekerwinnaar en eenmaal Luxemburgs League Cup-winnaar.

### RE Virton
In de zomer van 2019 vertrok Stélvio Cruz na zes jaar bij Dudelange naar zusterclub Excelsior Virton. Virton was pas gepromoveerd naar Eerste klasse B, waar het meteen tweede eindigde in het eindklassement van de reguliere competitie. Stélvio Cruz droeg hier met zeven goals in 24 wedstrijden een aardig steentje aan bij. Op het einde van het seizoen degradeerde Virton echter opnieuw naar de amateurreeksen wegens licentieproblemen.

### RWDM
Na de degradatie van Virton stapte Stélvio Cruz in juli 2020 transfervrij over naar RWDM, dat net als Virton een jaar eerder voor het eerst zijn opwachting maakte in Eerste klasse B. De transfer werd echter geen groot succes: op de openingsspeeldag kreeg hij nog een basisplaats tegen Club NXT, maar daarna volgde enkel nog een invalbeurt van negen minuten tegen Lommel SK. Op 22 december 2020 verliet hij de club in onderling overleg.

### Jeunesse Esch
In januari 2021 tekende Cruz bij Jeunesse Esch.

## Interlandcarrière
Stélvio Cruz speelde in de jeugd bij Portugal, hier was hij bij de U17, U19 en U21 titularis. In 2007 nam hij samen met onder andere Orlando Sá en Daniel Carriço deel aan het EK onder 19, waar Portugal al in de groepsfase werd uitgeschakeld. Twee jaar later koos hij echter voor Angola. In het eerste half jaar was hij vaste waarde bij Angola, waarmee hij deelnam aan de Afrika Cup 2010. Hierna speelde hij acht jaar geen interland voor Angola, tot hij eind 2018 werd opgeroepen voor een Afrika Cup-kwalificatiewedstrijd tegen Mauritanië. Een half jaar later werd hij ook opgeroepen voor het Afrikaans kampioenschap voetbal 2019, waar hij tijdens de eerste groepswedstrijd tegen Tunesië in actie kwam.